# Kosmica TV
Kosmica TV – kanał telewizyjny o tematyce ezoterycznej. Stacja należała do niemieckiej firmy adviqo. Widzowie poprzez kontakt telefoniczny na telewizyjnej antenie otrzymywali porady na żywo na temat interesujących ich spraw życiowych.

## Historia
Testowo stacja została uruchomiona 8 lipca 2009 r. z satelity Astra 3B (23,5°E) jako całodobowy kanał, a oficjalnie w Polsce pojawiła się 1 sierpnia 2009 roku. Początkowo transmisję realizowano samodzielnie z satelity Astra 3B oraz jako pasma programowe dla innych kanałów (początkowo Tele 5, później również Polonia 1, kolejno sygnał o różnych porach dnia został wprowadzany na anteny TVN Meteo, Mango 24, TVS oraz Puls 2). Stacja nadawała na podstawie licencji wydanej przez niemieckiego regulatora KEK (Kommission zur Ermittlung der Konzentration im Medienbereich) na nadawanie drogą satelitarną.
8 czerwca 2012 rozpoczęła się emisja testowa na satelicie Hot Bird. Emisja oficjalna na tej satelicie ruszyła 15 czerwca, lecz nie wpłynęło to na zamiany w nadawaniu pasm, które nadal nadawane były na wskazanych kanałach. Program podzielony był na kilka rund w czasie których widzowie mogli zadawać krótkie pytania.
17 grudnia 2012 całodobowy kanał zakończył nadawanie na satelicie Hot Bird 13°E i ponownie został przeniesiony na satelitę Astra 3B (23,5°E), w wybranych sieciach kablowych i w internecie. Natomiast od stycznia 2013 zrezygnowano z emisji pasm programowych na kanałach TVN Meteo i Tele 5. Program na żywo można było oglądać na antenie stacji Mango 24 (20:00-23:30). W 2013 roku, Kosmica TV nadawana była również na antenie TVS (kwiecień-wrzesień w godzinach 00:00-02:00), Puls 2 (kwiecień, w godzinach 00:00-01:00) Tele 5 (lipiec, w godzinach 07:00-09:00). 30 czerwca 2014 roku Kosmica TV zakończyła nadawanie programów na żywo, a 7 stycznia 2015 roku Kosmica TV zakończyła całkowicie nadawanie w Polsce.

## Prowadzący programy Kosmica TV
- Agga Soyala - tarot, karty przeznaczenia
- Aleksandra Iwańska - wyrocznia elficka, tarot, runy, menbrama
- Dorota Haładyn-Biel - uzdrawianie drzewa genealogicznego
- Adrian Tarocista - tarot, karty klasyczne
- Dawid Wolski - runy, rytuał mandali
- Piotr Dacjusz Górski - czakry, wiedza mistrzów zen
- Halina Kazusek - tarot, karty cygańskie
- Krystyna - światło anielskie
- Tarocistka Agnieszka - tarot, karty anielskie
- Wróżbita David - tarot, karty anielskie
- Berta - oczyszczanie aury,tarot
- Tarocistka Beatrix - tarot, karty lenormand
- Ezoteriusz Maximus - tarot, wyrocznia słowiańska